# San Quentin (nummer)
San Quentin is een nummer van de Amerikaanse countryzanger Johnny Cash. Het nummer verscheen op zijn livealbum At San Quentin uit 1969. Dat jaar werd het nummer uitgebracht als de tweede single van het album.

## Achtergrond
San Quentin is geschreven door Cash zelf, kort voor zijn concert in de San Quentin State Prison op 24 februari 1969. Hij schreef het nummer vanuit het oogpunt van een gevangene van San Quentin en bedenkt zichzelf hoe hij zijn tijd in de gevangenis zou beleven. De verteller van het lied zit sinds 1963 vast in San Quentin en beschrijft het als een hel. Hij heeft andere gevangenen zien komen en gaan en zien sterven in de cel. Hij spreekt leden van het Amerikaans Congres aan en zegt dat zij het leven in de gevangenis niet zouden begrijpen. Tevens vraagt hij zich af of hij als een veranderd man vrij zou komen. Aan het eind van het nummer hoopt hij dat de gevangenis zal "rotten en branden in de hel", en dat niemand zich herinnert dat San Quentin ooit bestaan heeft.
Tussen de regels van San Quentin door juichen de gevangenen regelmatig om de tekst van het nummer. Het werd tweemaal achter elkaar gespeeld tijdens het concert van Cash in de gevangenis. Op het album doet hij voorkomen alsof dit op aanvraag van het publiek was, maar dit was van tevoren al besproken, omdat het het belangrijkste nieuwe nummer op de setlijst zou zijn. Aan het eind van de tweede versie grapt hij dat hij "het nummer nu zelf ook leuk vindt". Het nummer werd in 1969 op single uitgebracht in een aantal Europese landen, maar behaalde nergens de hitlijsten; enkel in Wallonië behaalde het de tiplijst van de Ultratop 50. In 1981 werd het in Nederland als single uitgebracht onder de titel Do You Remember? met een andere Cash-klassieker, I Walk the Line op de B-kant. Het wist verder echter geen successen te behalen. Wel verscheen het nummer in 2016 voor het eerst in de Nederlandse Radio 2 Top 2000.

## Hitnoteringen

### NPO Radio 2 Top 2000
| Nummer met noteringen in de NPO Radio 2 Top 2000 | '16  | '17  | '18  | '19  | '20  | '21  | '22  | '23  | '24  |
| ------------------------------------------------ | ---- | ---- | ---- | ---- | ---- | ---- | ---- | ---- | ---- |
| San Quentin                                      | 1426 | 1339 | 1212 | 1122 | 1131 | 1335 | 1507 | 1434 | 1660 |

1. ↑  Een vetgedrukt getal geeft de hoogste notering aan.
2. ↑  2016 was het eerste jaar met een notering voor dit nummer.

### Evergreen Top 1000
| Evergreen Top 1000 "San Quentin - Johnny Cash" | Evergreen Top 1000 "San Quentin - Johnny Cash" | Evergreen Top 1000 "San Quentin - Johnny Cash" | Evergreen Top 1000 "San Quentin - Johnny Cash" | Evergreen Top 1000 "San Quentin - Johnny Cash" | Evergreen Top 1000 "San Quentin - Johnny Cash" | Evergreen Top 1000 "San Quentin - Johnny Cash" | Evergreen Top 1000 "San Quentin - Johnny Cash" | Evergreen Top 1000 "San Quentin - Johnny Cash" | Evergreen Top 1000 "San Quentin - Johnny Cash" | Evergreen Top 1000 "San Quentin - Johnny Cash" | Evergreen Top 1000 "San Quentin - Johnny Cash" | Evergreen Top 1000 "San Quentin - Johnny Cash" | Evergreen Top 1000 "San Quentin - Johnny Cash" | Evergreen Top 1000 "San Quentin - Johnny Cash" | Evergreen Top 1000 "San Quentin - Johnny Cash" | Evergreen Top 1000 "San Quentin - Johnny Cash" |
| Jaar                                           | 2008                                           | 2009                                           | 2010                                           | 2011                                           | 2012                                           | 2013                                           | 2014                                           | 2015                                           | 2016                                           | 2017                                           | 2018                                           | 2019                                           | 2020                                           | 2021                                           | 2022                                           | 2023                                           |
| ---------------------------------------------- | ---------------------------------------------- | ---------------------------------------------- | ---------------------------------------------- | ---------------------------------------------- | ---------------------------------------------- | ---------------------------------------------- | ---------------------------------------------- | ---------------------------------------------- | ---------------------------------------------- | ---------------------------------------------- | ---------------------------------------------- | ---------------------------------------------- | ---------------------------------------------- | ---------------------------------------------- | ---------------------------------------------- | ---------------------------------------------- |
| Positie                                        | 337                                            | 905                                            | 894                                            | 894                                            | 887                                            | 154                                            | 270                                            | 230                                            | 374                                            | 341                                            | 466                                            | 356                                            | 362                                            | 352                                            | 437                                            | 382                                            |